# Scodionista
Scodionista is een geslacht van vlinders van de familie spanners (Geometridae), uit de onderfamilie Ennominae.

## Soorten
- S. amoritaria (Püngeler, 1902)
- S. mischii Turati & Krüger, 1936